# Жена Ноя
Жена Ноя — безымянный персонаж, упоминаемый в Библии.
В более поздних преданиях, а также богословских трудах, её имя и родословная разнится. Исследователь Френсис Атли насчитал 103 разных имени жены Ноя, встречающихся в источниках.

## Варианты
- Ноема (дочь Ламеха) — женщина, названная по имени в Библии, где указано имя её отца, но не мужа. В раввинистической литературе встречается (Адин Эвен-Исраэль Штейнзальц, Берешит Рабба, 23:3), что именно она была женой Ноя. Данная версия была обусловлена тем, что из четырёх упомянутых по имени женщин живших до Потопа, только у Ноэмы не был указан муж. Однако данная версия не устраивала всех толкователей из-за греховного происхождения Ноэмы, она была потомком Каина в седьмом поколении.
- Наама, Нама[2] (дочь Еноха) — возникла в раввинистической литературе как альтернатива предыдущей, так как по отцу является потомком Сифа. По наиболее распространённой версии она была дочерью Еноха — потомка Адама в седьмом поколении[1]. Наама также упоминается в текстах под патронимическим именем бат-Енос (или Батенос), что переводится как дочь Еноса[1]. По Книге Яшера[3] — дочь Хенока[4] (Еноха)[5], жена Ноаха (Ноя)[6].[7]
- В Книге Юбилеев упоминается жена Ноя Емзараг, дочь Ракиела и сестры Ракиела[8].
- В примечании к «Книге Юбилеев» переводчика протоиерея Александра Смирнова указывается, что жена Ноя в различных апокрифах и у разных писателей носит разнообразные имена: так, по христианской книге Адама и по Евтихию она называлась Гаикала; по Епифанию — Бартека; по другим — Ноема, Титеа (или Тетири, или Титлея), Вагела и т. д.[9]
- Мхитар Айриванкский упоминает жену Ноя Ноемзару[10].